# Otto Göschen
Otto Göschen, född den 10 juli 1808 i Berlin, död den 30 september 1865 i Halle an der Saale, var en tysk rättslärd. Han var son till Johann Friedrich Ludwig Göschen. Han var gift med Anna von Eichhorn, dotter till den preussiske kultusministern Johann Albrecht Friedrich von Eichhorn. 
Göschen studerade juridik vid Göttingens universitet. Efter att en kort tid ha verkat som advokat, blev han snart assistent vid biblioteket i Göttingen och promoverades där 1832 på dissertationen De adquisitione per eum qui serviat till juris doktor. Göschen habiliterade sig 1833 vid Berlins universitet, där han 1839 blev extra ordinarie professor. Efter att ha avböjt en inbjudan till Basels universitet blev han ordinarie professor i kanonisk rätt och tysk privaträtt 1844 vid universitetet i Halle-Wittenberg, där han var rektor 1860/1861.